# El Naranjo (Salta)
El Naranjo es una localidad del departamento Rosario de la Frontera, en la provincia de Salta, Argentina que cuenta con un bello paisaje natural del tipo serrano subtropical y con referencias históricas y religiosas. Fue Declarado Lugar Turístico e Histórico por Ordenanza N° 3712/15.

## Ubicación
Se encuentra ubicada 18 km al noroeste de la ciudad de Rosario de la Frontera, accediéndose desde la Ruta Nacional 34 por ruta provincial 5 desde Pozo Verde.

## Población
Contaba con 233 habitantes (Indec, 2001), lo que representa un incremento del 27,3% frente a los 183 habitantes (Indec, 1991) del censo anterior.

## Toponimia
El origen del nombre se debe a las quintas frutales que instalaron los jesuitas. Allí se cultivaba principalmente naranjas.

## Sismicidad
La sismicidad del área de Salta es frecuente y de intensidad baja, y un silencio sísmico de terremotos medios a graves cada 40 años

## Historia
El Naranjo fue una antigua estancia que fue concedida en merced real por el gobernador del Tucumán don Esteban de Urízar y Arescopachaga al Capitán español Leandro Cabral de Ayala el 5 de diciembre de 1713. 
El Naranjo fue visiado por el Héroe Nacional Gral. Martín Miguel de Güemes, como lo prueba la carta que le escribió al capitán José Gabino Sardina el 25 de febrero de 1814.
El 17 de marzo de 1857 se refrendó en El Naranjo el Acta de los primeros comicios realizados en el departamento rosarino para elegir los primeros concejales municipales, en tiempos en que Metán formó parte del Municipio del Rosario, y el 25 de abril de dicho año se realizó la primera actividad municipal del Rosario según documentos que derivaron en la declaración del Día de la Municipalidad por Ordenanza N° 3011/07.
El Naranjo fue capital departamental del Rosario hasta el 11 de marzo de 1874 por disposición del Gobernador de Salta Benjamín Zorrilla (de origen boliviano), siendo designado en su reemplazo en dicha fecha el Rosario hasta nuestros días.
El lugar cuenta con una capilla que data del año 1886, construida por iniciativa de doña Elena López de Schossig, esposa del Agrimensor Carlos L. Schossig, quien realizó el trazado de la villa, pueblo o ciudad de Rosario de la Frontera el 20 de junio de 1873.
En la nave principal de la capilla se encuentra la imagen de la Virgen de La Merced, patrona de la localidad, cuya fiesta se celebra el 24 de septiembre y una verdadera reliquia como el Cristo Articulado tallado en madera por los indígenas de la zona bajo la guía de los jesuitas que vivieron aquí hasta 1767, año en que fueron expulsados de América por el rey de España Carlos III, y contigua al templo se halla un interesante museo religioso con piezas correspondientes a las ceremonias litúrgicas.

## Gauchos
El Naranjo cuenta con dos agrupaciones gauchas como la denominada “Gauchos de Güemes Fortín El Naranjo” y la “24 de Setiembre”, ambas de gran importancia por su trabajo de conservación y difusión de las tradiciones culturales e históricas de la región. Participaron en numerosos desfiles y cabalgatas patrias en diversas provincias argentinas y el exterior. 
En El Naranjo, impulsada por las agrupaciones gauchas, nació la Marcha Patriótica Permanente Gral. Martín Miguel de Güemes que apoyó el Proyecto para declarar al prócer salteño Héroe Nacional, Ley N.º 26.125, en el año 2006.